# Сімферопольська вулиця (Київ)
Сімферо́польська ву́лиця — вулиця в Дарницькому районі міста Києва, місцевість Нова Дарниця. Пролягає від Привокзальної вулиці до вулиці Юрія Литвинського і Харківського шосе.
Прилучаються вулиці Павла Чубинського, Ісмаїла Гаспринського, Геннадія Афанасьєва і Новодарницька.

## Історія
Вулиця виникла на початку XX століття під назвою Іванівська. З 1930-х років отримала назву (3-тя) Комсомольська. У 1941–1943 роках мала назву Західно-Межова. Сучасна назва — з 1955 року, на честь міста Сімферополь.

## Установи та заклади
- Спеціалізована загальноосвітня школа № 105 (буд. № 10)
- Дитячий садок № 787 (буд. № 6)
- Київське відділення з надання безкоштовної вторинної правової допомоги (буд. № 5/1)[2]
- Київська клінічна лікарня на залізничному транспорті № 3 (буд. № 8)
- Філія № 6 експлуатації газового господарства комунального підприємства «Київгаз» (буд. № 13a)

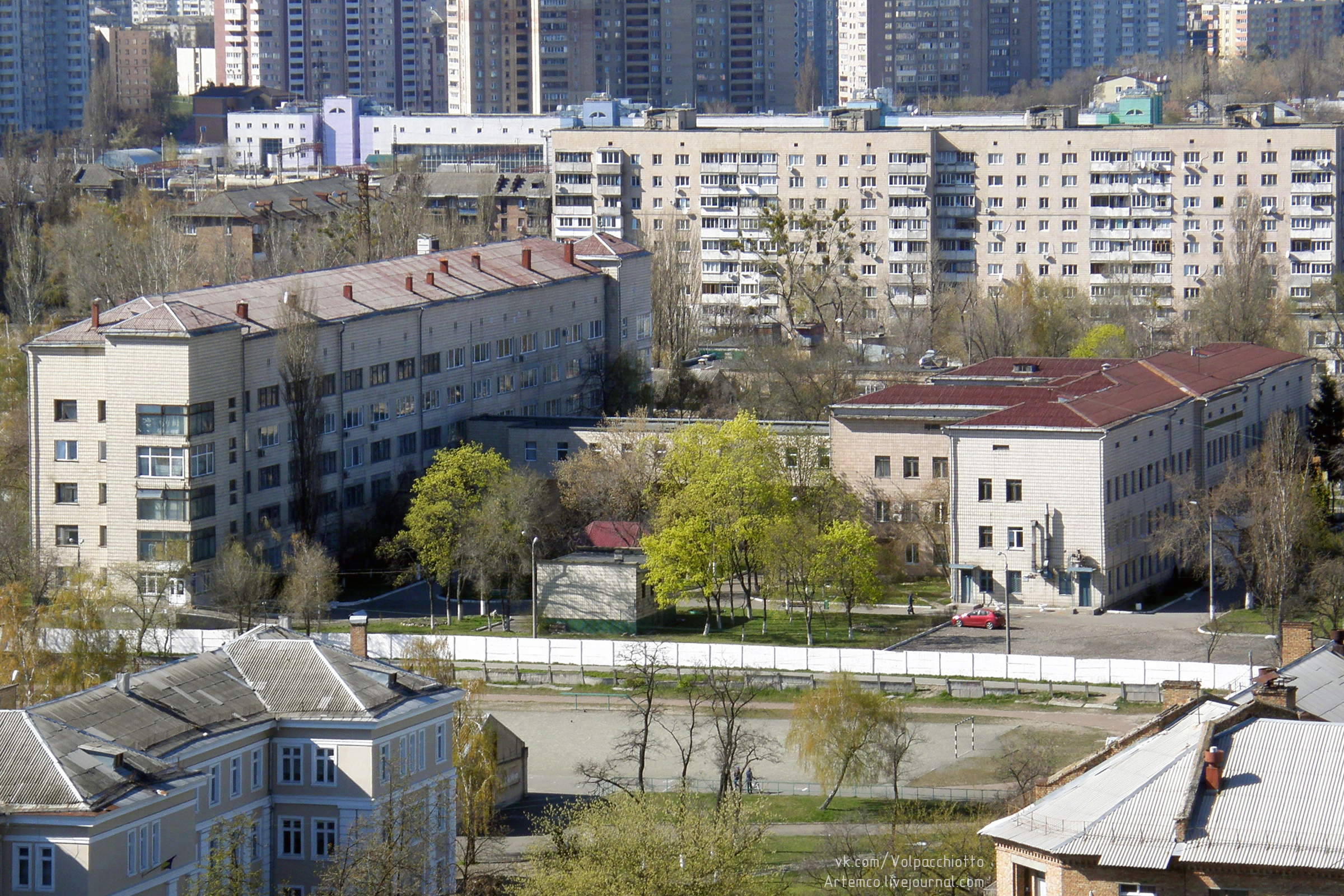
клінічна лікарня на залізничному транспорті № 3
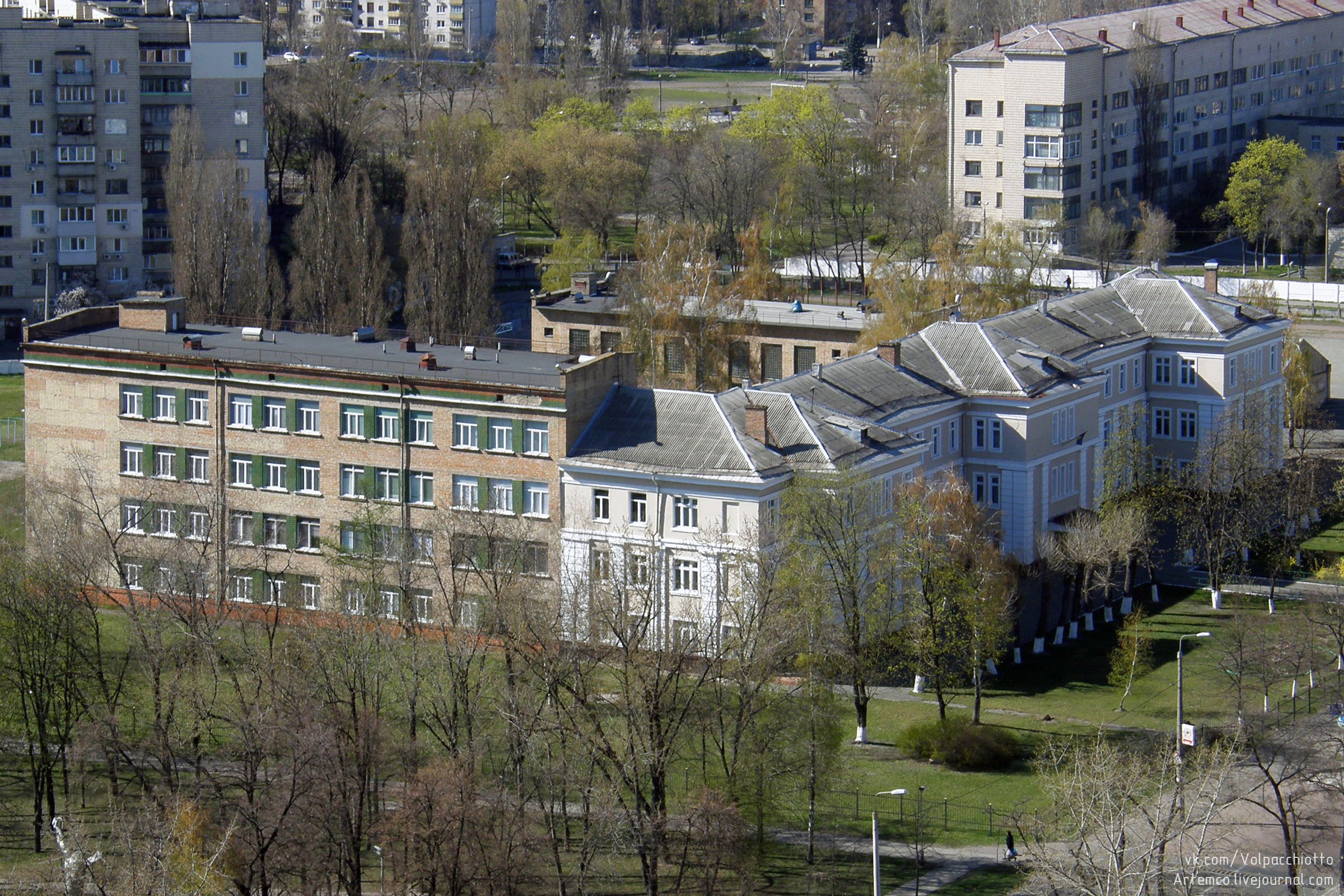
школа № 105, 1939 р., добудована у 1968